# Movita Castaneda
Movita Castaneda (* 12. April 1916 in Nogales, Arizona; † 12. Februar 2015 in Los Angeles, Kalifornien; gebürtige Maria Castaneda) war eine US-amerikanische Filmschauspielerin mexikanischer Herkunft. Ihre Bekanntheit verdankt sie vor allem ihrer Ehe mit Marlon Brando, aber auch ihrem Auftritt in dem Film Meuterei auf der Bounty (1935), in dem sie – neben Charles Laughton und Clark Gable – die Rolle der Südseeschönen Tehani gespielt hat.

## Leben und Filme
Nach verschiedenen Quellen kam Castaneda als eine von drei Töchtern mexikanischstämmiger Eltern während einer Zugreise von Mexiko nach Arizona auf die Welt. Ihre erste Filmrolle fand Castaneda, die über keinerlei Ausbildung verfügte, in dem 1933 uraufgeführten Musical Flying Down to Rio, in dem sie namentlich ungenannt als Sängerin einer Cariocanummer erschien. Weitere kleine Rollen folgten, darunter die der Tehanni in dem 1935 erschienenen Meuterei auf der Bounty. Anschließend wurden ihre Rollen etwas größer, und von 1937 an war Castaneda mehrfach in Hauptrollen zu sehen (Paradise Isle, Rose of the Rio Grande, Wolf Call, The Girl from Rio). Nach siebenjähriger Drehpause setzte sie ihre Filmlaufbahn 1947 mit kleineren Nebenrollen meist in Westernfilmen fort.
Seit 1951 wirkte Castaneda wiederholt auch in Fernsehproduktionen mit, zum letzten Mal in der Seifenoper Unter der Sonne Kaliforniens, in der sie zwischen 1987 und 1989 in siebzehn Folgen in der Rolle der Ana zu sehen war. Movita Castaneda lebte zuletzt in Mexiko.

## Privatleben
Castaneda hatte mehrere Affären mit ihren Leading Men, etwa mit Errol Flynn und Clark Gable. 1938 heiratete sie in Kalifornien den irischen Schwergewichtsboxer, Tenor und Filmschauspieler Jack Doyle; die kirchliche Zeremonie folgte erst 1942 in Dublin. Während der Dreharbeiten zu dem Film Viva Zapata!, in dem sie im Frühjahr 1951 als Statistin mitwirkte, lernte Castaneda Marlon Brando kennen. Ihre Liebesbeziehung – die häufig unterbrochen war und in deren Verlauf beide auch andere Partner hatten – bestand insgesamt 15 Jahre lang. Noch im Jahr ihres Kennenlernens mietete Brando für Castaneda in Laurel Canyon, einer Nachbarschaft von Los Angeles, ein Haus. Als Castaneda im Frühsommer 1960 erklärte, sie sei schwanger, reiste Brando, der von seiner ersten Frau Anna Kashfi inzwischen geschieden war, mit ihr nach Xochimilco in Mexiko, um sie dort am 4. Juni zu heiraten. Ihre Eheschließung wurde in den USA weder behördenkundig noch erfuhr die Presse davon. Im Oktober 1960 gab Castaneda die Geburt eines Sohnes Sergio bekannt, der später meist mit seinem Spitznamen – Miko – genannt wurde. Da Castaneda bereits 42 Jahre alt war, waren viele ihrer Freunde davon überzeugt, dass sie die Schwangerschaft fingiert und Brando ein Kind „untergeschoben“ habe, das sie tatsächlich adoptiert habe.
Brando erwarb für sie danach ein Haus im Coldwater Canyon, in dem zeitweilig auch sein Sohn aus erster Ehe, Christian, lebte. Nachdem im Juni 1961 die Öffentlichkeit von der Ehe erfuhr – in einer Anhörung im Sorgerechtsstreit um Christian musste Brando damals über sein Privatleben aussagen –, meldete sich Castanedas erster Ehemann, Jack Doyle, zu Wort und erklärte öffentlich, seine Ehe mit Castaneda sei niemals geschieden worden – eine Aussage, die zunächst jedoch noch keine Folgen hatte. Im September 1966 gab Castaneda, die inzwischen 48 Jahre alt war, die Geburt einer Tochter Rebecca bekannt, deren leibliche Verwandtschaft mit Castaneda wieder von vielen Bekannten bestritten wurde. Auch Brando bezweifelte seine Vaterschaft an Movitas Kindern und ließ später einen Bluttest machen, dessen Ergebnis der Öffentlichkeit jedoch nie bekannt wurde. Im Juni 1967 reichte Castaneda die Scheidung ein. Ironischerweise heiratete Brando dann die Schauspielerin Tarita Teriipaia, die in der wenig erfolgreichen Neuverfilmung von Meuterei auf der Bounty die Rolle der Südseeschönheit übernahm. 
Die Scheidungsverhandlungen fanden unter Ausschluss der Öffentlichkeit statt, der Presse wurde später nur mitgeteilt, dass die Ehe aufgrund der nicht erfolgten Scheidung Castanedas mit Jack Doyle annulliert worden sei.

## Filmografie (Auswahl)
- 1933: Flying Down to Rio
- 1934: El Escándalo
- 1934: Tres Amores
- 1935: Meuterei auf der Bounty (Mutiny on the Bounty)
- 1935: El diablo del mar
- 1936: Captain Calamity
- 1936: El Capitan Tormenta
- 1937: Paradise Isle
- 1937: … dann kam der Orkan (The Hurricane)
- 1938: Rose of the Rio Grande
- 1939: Wolf Call
- 1939: The Girl from Rio
- 1941: Tower of Terror
- 1948: Bis zum letzten Mann (Fort Apache)
- 1949: The Mysterious Desperado
- 1949: Rotes Licht (Red Light)
- 1950: Westlich St. Louis (Wagon Master)
- 1950: Federal Man
- 1950: Die Farm der Besessenen (The Furies)
- 1950: Das skandalöse Mädchen (The Petty Girl)
- 1950: Kim – Geheimdienst in Indien (Rudyard Kipling’s Kim)
- 1951: Drei auf Abenteuer (Soldiers Three)
- 1951: Saddle Legion
- 1952: Viva Zapata!
- 1952: Wild Horse Ambush
- 1953: Du und keine andere (Dream Wife)
- 1953: Verwegene Gegner (Ride, Vaquero!)
- 1955: Apache Ambush